# Liste der Bodendenkmäler in Hofheim in Unterfranken
Auf dieser Seite sind die Bodendenkmäler in der unterfränkischen Stadt Hofheim in Unterfranken zusammengestellt. Diese Tabelle ist eine Teilliste der Liste der Bodendenkmäler in Bayern. Grundlage ist die Bayerische Denkmalliste, die auf Basis des Bayerischen Denkmalschutzgesetzes vom 1. Oktober 1973 erstmals erstellt wurde und seither durch das Bayerische Landesamt für Denkmalpflege geführt wird. Die folgenden Angaben ersetzen nicht die rechtsverbindliche Auskunft der Denkmalschutzbehörde.

## Bodendenkmäler in Hofheim in Unterfranken
| Lage       | Objekt | Akten-Nr.     | Bild |
| ---------- | --- | ------------- | ---- |
| (Standort) | Siedlung der Linearbandkeramik, der Urnenfelderzeit und der Hallstattzeit. | D-6-5828-0058 |      |
| (Standort) | Siedlung der Linearbandkeramik. | D-6-5828-0068 |      |
| (Standort) | Siedlung der jüngeren Latènezeit. | D-6-5828-0069 |      |
| (Standort) | Siedlung der Linearbandkeramik. | D-6-5828-0070 |      |
| (Standort) | Siedlung vermutlich der Hallstattzeit. | D-6-5828-0076 |      |
| (Standort) | Freilandstation des Paläolithikums und des Mesolithikums, Siedlung | D-6-5828-0133 |      |
| (Standort) | Bestattungsplatz mit Grabhügeln vorgeschichtlicher Zeitstellung. | D-6-5828-0134 |      |
| (Standort) | Freilandstation des Mittel- bis Spätpaläolithikums, Siedlung der Hallstattzeit | D-6-5829-0003 |      |
| (Standort) | Siedlung der Linearbandkeramik. | D-6-5829-0005 |      |
| (Standort) | Siedlung der Hallstattzeit, der Latènezeit und der römischen Kaiserzeit. | D-6-5829-0006 |      |
| (Standort) | Höhensiedlung der Urnenfelderzeit und der Hallstattzeit sowie frühmittelalterliche Ringwallanlage „Schwedenschanze“. | D-6-5829-0018 |      |
| (Standort) | Siedlung der Linearbandkeramik und der Stichbandkeramik. | D-6-5829-0024 |      |
| (Standort) | Siedlung der Schnurkeramischen Kultur, der Urnenfelderzeit, der Hallstattzeit | D-6-5829-0033 |      |
| (Standort) | Siedlung der Linearbandkeramik. | D-6-5829-0034 |      |
| (Standort) | Siedlung der Linearbandkeramik. | D-6-5829-0035 |      |
| (Standort) | Siedlung der Spätlatènezeit. | D-6-5829-0036 |      |
| (Standort) | Siedlung der jüngeren Latènezeit. | D-6-5829-0037 |      |
| (Standort) | Siedlung der Linearbandkeramik. | D-6-5829-0038 |      |
| (Standort) | Untertägige Bauteile der spätmittelalterlichen Evang.-Luth. Marienkirche, Fundamente | D-6-5829-0044 |      |
| (Standort) | Untertägige Bauteile der frühneuzeitlichen Pfarrkirche. | D-6-5829-0055 |      |
| (Standort) | Untertägige Bauteile der frühneuzeitlichen St.-Nikolaus-Kirche. | D-6-5829-0075 |      |
| (Standort) | Untertägige Bauteile der frühneuzeitlichen Kapelle Zur Schmerzhaften Muttergottes. | D-6-5829-0076 |      |
| (Standort) | Untertägige Bauteile der spätmittelalterlichen bis neuzeitlichen Pfarrkirche | D-6-5829-0078 |      |
| (Standort) | Untertägige Bauteile der neuzeitlichen St.-Wendelins-Kirche. | D-6-5829-0080 |      |
| (Standort) | Untertägige Bauteile des frühneuzeitlichen Schlosses „Bettenburg“ und Fundamente | D-6-5829-0083 |      |
| (Standort) | Untertägige Bauteile bestehender Abschnitte der mittelalterlichen bis frühneuzeitlichen Stadtmauer von Hofheim i.UFr., Fundamente abgegangener Bereiche sowie vermutlich ein vorgelagerter Graben.                                      | D-6-5829-0091 |      |
| (Standort) | Untertägige Bauteile der frühneuzeitlichen Kath. Stadtpfarrkirche St. Johannes der Täufer in Hofheim i.UFr. sowie vermutlich Fundamente eines mittelalterlichen Vorgängerbaus und Körpergräber des Mittelalters und der frühen Neuzeit. | D-6-5829-0092 |      |
| (Standort) | Untertägige Bauteile der frühneuzeitlichen Hl.-Kreuz-Kapelle in Hofheim. | D-6-5829-0093 |      |
| (Standort) | Untertägige Siedlungsteile des frühen, hohen und späten Mittelalters sowie der frühen Neuzeit im Bereich der Altstadt von Hofheim i.UFr.                                                                                                | D-6-5829-0095 |      |
| (Standort) | Untertägige Bauteile der frühneuzeitlichen Pfarrkirche. | D-6-5829-0098 |      |
| (Standort) | Fundamente eines mittelalterlichen Vorgängerbaus der bestehenden Pfarrkirche sowie vermutlich Körpergräber des Mittelalters und der Neuzeit.                                                                                            | D-6-5829-0101 |      |
| (Standort) | Bestattungsplatz mit Grabhügel vorgeschichtlicher Zeitstellung. | D-6-5829-0119 |      |